# 1996年全仏オープン
1996年 全仏オープン（1996ねんぜんふつオープン、Internationaux de France de Roland-Garros 1996）は、フランス・パリにある「ローランギャロス・スタジアム」にて、1996年5月27日から6月9日にかけて開催された。

## シード選手

### 男子シングルス
1. ピート・サンプラス　（ベスト4）
2. トーマス・ムスター　（4回戦）
3. アンドレ・アガシ　（2回戦）
4. マイケル・チャン　（3回戦）
5. ゴラン・イワニセビッチ　（4回戦）
6. エフゲニー・カフェルニコフ　（初優勝）
7. ジム・クーリエ　（ベスト8）
8. トーマス・エンクビスト　（1回戦）
9. マルセロ・リオス　（4回戦）
10. ウェイン・フェレイラ　（4回戦）
11. アルノー・ブッチ　（2回戦、途中棄権）
12. アルベルト・コスタ　（2回戦）
13. リカルト・クライチェク　（ベスト8）
14. マルク・ロセ　（ベスト4）
15. ミヒャエル・シュティヒ　（準優勝）
16. マラビーヤ・ワシントン　（1回戦、途中棄権）

### 女子シングルス
1. シュテフィ・グラフ　（優勝、2年連続5度目）
2. モニカ・セレシュ　（ベスト8）
3. コンチタ・マルティネス　（ベスト4）
4. アランチャ・サンチェス・ビカリオ　（準優勝）
5. イバ・マヨリ　（ベスト8）
6. アンケ・フーバー　（4回戦）
7. 伊達公子　（4回戦）
8. ブレンダ・シュルツ＝マッカーシー　（3回戦）
9. リンゼイ・ダベンポート　（ベスト8）
10. ヤナ・ノボトナ　（ベスト4）
11. メアリー・ジョー・フェルナンデス　（4回戦、途中棄権）
12. マリー・ピエルス　（3回戦）
13. マグダレナ・マレーバ　（4回戦）
14. アマンダ・クッツァー　（4回戦）
15. マルチナ・ヒンギス　（3回戦）
16. バルバラ・パウルス　（3回戦）

## 大会経過

### 男子シングルス
準々決勝
- ピート・サンプラス vs.  ジム・クーリエ　6-7, 4-6, 6-4, 6-4, 6-4
- エフゲニー・カフェルニコフ vs.  リカルト・クライチェク　6-3, 6-4, 6-7, 6-2
- マルク・ロセ vs.  ベルント・カールバッハー　4-6, 4-6, 6-3, 7-5, 6-0
- ミヒャエル・シュティヒ vs.  セドリック・ピオリーン　6-4, 4-6, 6-3, 6-2

準決勝
- エフゲニー・カフェルニコフ vs.  ピート・サンプラス　7-6, 6-0, 6-2
- ミヒャエル・シュティヒ vs.  マルク・ロセ　6-3, 6-4, 6-2

### 女子シングルス
準々決勝
- シュテフィ・グラフ vs.  イバ・マヨリ　6-3, 6-1
- コンチタ・マルティネス vs.  リンゼイ・ダベンポート　6-1, 6-3
- アランチャ・サンチェス・ビカリオ vs.  カリーナ・ハブスドバ　6-2, 6-7, 10-8
- ヤナ・ノボトナ vs.  モニカ・セレシュ　7-6, 6-3

準決勝
- シュテフィ・グラフ vs.  コンチタ・マルティネス　6-3, 6-1
- アランチャ・サンチェス・ビカリオ vs.  ヤナ・ノボトナ　6-3, 7-5

## 決勝戦の結果
- 男子シングルス： エフゲニー・カフェルニコフ vs.  ミヒャエル・シュティヒ　7-6, 7-5, 7-6
- 女子シングルス： シュテフィ・グラフ vs.  アランチャ・サンチェス・ビカリオ　6-3, 6-7, 10-8
- 男子ダブルス： エフゲニー・カフェルニコフ＆ ダニエル・バチェク vs.  ギー・フォルジェ＆ ヤコブ・ラセク　6-2, 6-3
- 女子ダブルス： リンゼイ・ダベンポート＆ メアリー・ジョー・フェルナンデス vs.  ジジ・フェルナンデス＆ ナターシャ・ズベレワ　6-2, 6-1
- 混合ダブルス： ハビエル・フラナ＆ パトリシア・タラビーニ vs.  ルーク・ジェンセン＆ ニコル・アレント　6-2, 6-2

## みどころ
- エフゲニー・カフェルニコフが男子シングルス・男子ダブルスの単複2冠を獲得し、ロシアのテニス選手として最初の4大大会優勝者に輝いた。男子シングルス準優勝者のミヒャエル・シュティヒは、ドイツの男子テニス選手として1937年のヘンナー・ヘンケル（1915年 - 1942年）以来59年ぶりの全仏優勝を逃した。
- 女子シングルス決勝は、2年連続でシュテフィ・グラフとアランチャ・サンチェス・ビカリオの顔合わせになった。試合時間「3時間4分」は全仏テニスの女子シングルス部門で史上最長記録。これでグラフの4大大会優勝回数は「19勝」（全豪オープン4勝＋全仏オープン5勝＋ウィンブルドン6勝＋全米オープン4勝＝総計19勝）となり、往年の名選手ヘレン・ウィルス・ムーディ（1905年 - 1998年）に並んで（当時の）女子歴代2位タイに躍進した。
- ピート・サンプラスが全仏オープン初のベスト4に進出。また彼が全仏で4回戦以上に進出したのはこれが最後となる。